# Розрив-трава (магія)
Розрив-трава — магічна трава, за допомогою якої можна відкривати будь-які замки. Легенди про розрив-траву поширені серед всіх слов'янських народів. Вважається, що пошук такої трави — дуже важка справа, і лише певні хтонічні тварини можуть її знайти.

Дехто ототожнював її з цвітом папороті.